# Jean de Montaigu

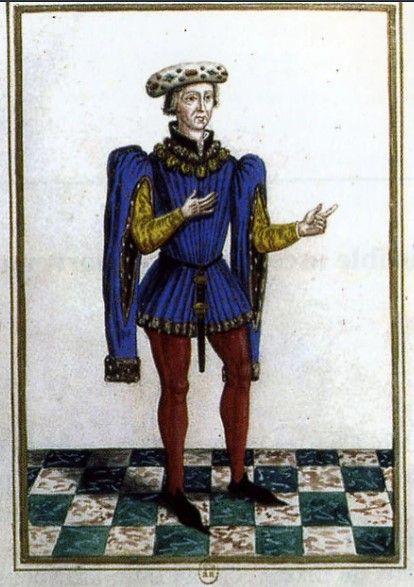
Ritratto di Jean de Montaigu

Jean de Montaigu o Montagu (1363 – Parigi, 17 ottobre 1409) è stato un funzionario, tesoriere e Gran Maestro francese.

## Biografia
Figlio legale di Gerard de Montaigu e di Bietta de Cassinel, favorita di re Carlo V di Francia. Jean de Montaigu fece carriera nella corte reale. Dapprima, sotto Carlo V di Francia divenne segretario. Sotto Carlo VI ricoprì importanti posti: nel 1388 ottenne il posto di Tesoriere, nel 1397 fu ciambellano e nel 1401 ottenne la nomina di Gran maestro di Francia.
Il 7 ottobre 1409 venne arrestato dal Prevosto di Parigi, sotto ordine di Giovanni senza Paura, duca di Borgogna. Successivamente fu imprigionato e torturato al Grand Châtelet. 
Il 17 ottobre 1409 fu decapitato al Gibet di Montfaucon davanti a una grande folla.